# Ducato d'Aquitania
L'Aquitania storica differisce da quella amministrativa attuale: sotto l'Impero romano si confondeva con la Novem Populani, che aveva come centri principali Narbonne, Tolosa, Auch e Dax e comprendeva tutto il sud ovest della Francia in un territorio compreso tra i Pirenei, il golfo di Biscaglia, il Mar Mediterraneo, includendo, a est, il Massiccio centrale e arrivando, a nord, sino alla Loira.

## Regno e ducato di Aquitania sotto i Merovingi
La regione storica dell'Aquitania, tutta l'attuale Francia centro-meridionale, incluse la Guascogna e la Settimania, con la dissoluzione dell'impero romano fece parte di un regno visigoto con capitale Tolosa, che nel 507, con la battaglia di Vouillé, venne conquistato, esclusa la Settimania, dai Franchi.
Sotto i re merovingi, l'Aquitania fece di volta in volta parte dei regni di Neustria, ovvero di Austrasia, o della Burgundia e fu governata da duchi.
Nel 629, Cariberto II, stipulò un accordo, sancito nel 631 con il fratellastro Dagoberto I, ottenendo al posto della Neustria il nuovo regno d'Aquitania, che comprendeva anche la Guascogna e il tolosano, costituito dai feudi dello zio Brodulfo, che era stato fatto assassinare da Dagoberto. Cariberto venne assassinato a Blaye nel 632, forse per ordine dello stesso Dagoberto, e gli succedette il figlio, Chilperico, anch'egli fatto assassinare pochi mesi dopo. Bertrando, supposto altro figlio di Chilperico, si sottomise a Dagoberto, facendosi in tal modo riconoscere il titolo di duca di Aquitania, assieme a Boggio, anch'egli preteso figlio del re: entrambi erano invece probabilmente nobili aquitani o guasconi che si erano imparentati con i Merovingi. Dagoberto, rimasto padrone di tutto il regno dei Franchi nel 635, dovette affrontare una ribellione di Vasconi, che pare fosse sostenuta da Boggio, il quale riuscì a farsi riconoscere duca d'Aquitania e di Guascogna, e, dopo la morte di Dagoberto I (639), con i suoi successori, i cosiddetti Re fannulloni, il duca Boggio riuscì ad ottenere una certa indipendenza dai re Merovingi.
Dopo il governo dei duchi Felice e Lupo I, nel 715 il duca Oddone I il Grande, probabilmente figlio di Lupo I, approfittando della guerra tra Neustria ed Austrasia, si dichiarò indipendente dal regno dei Franchi e si fece chiamare re. Nel 718 il titolo gli venne riconosciuto dal re Chilperico II di Neustria e dal suo maggiordomo di palazzo, Ragenfrido, in cambio del suo appoggio contro il regno di Austrasia, del quale era maggiordomo di palazzo Carlo Martello. Dopo la battaglia di Soissons del 719 si riappacificò con quest'ultimo, consegnandogli Chilperico II ed i suoi tesori.
Oddone si dedicò quindi a combattere contro i Saraceni provenienti dalla penisola iberica, appena conquistata: questi avevano invaso la Settimania (720), occupato Narbona, e, l'anno dopo, penetrati in Aquitania, avevano posto l'assedio a Tolosa. Il 9 giugno 721 Oddone attaccò all'improvviso il wali (governatore) di al-Andalus, l'emiro Al-Samh ibn Malik al-Khawlani, ottenendo una schiacciante vittoria nella Battaglia di Tolosa. Il papa Gregorio II, per celebrare la vittoria, inviò dei regali direttamente ad Oddone, legittimando quindi la sua indipendenza dal regno dei Franchi. Nel 726 uccise in battaglia anche il nuovo wali di al-Andalus, l'emiro Ambiza che aveva condotto una razzia nei suoi territori.
Nel 731, Carlo Martello, opponendosi all'indipendenza del ducato, attaccò l'Aquitania e il wali di Al Andalus, l'emiro Abd al-Rahman ibn Abd Allah al-Rhafiqilui, ne approfittò per attaccare la Guascogna, ottenendo una schiacciante vittoria nella battaglia della Garonna presso Bordeaux nel 732. Oddone pensò inizialmente di allearsi ai Saraceni per opporsi a Carlo Martello, ma a causa dei saccheggi arabi contro i ricchi monasteri dell'Aquitania, si alleò invece con quest'ultimo contro i Mori, partecipando al suo fianco alla battaglia di Poitiers in quello stesso anno.
Nel 735 Oddone si ritirò in convento e abdicò a favore del figlio Hunaldo, che continuò a combattere contro Carlo Martello e nel 741, alla sua morte, si dichiarò nuovamente indipendente e si alleò a Odilone di Baviera ed a Grifone, suo figlio naturale. Pipino e Carlomanno nel 744 lo obbligarono quindi ad abdicare a favore del figlio Waifer. Dato che questi perseguiva la politica di indipendenza del padre, Pipino nel 767 ritornò in Aquitania e nel 768 si impadronì di Bordeaux, catturò la madre, la sorella e le nipoti di Waifer e, nello stesso anno, lo fece assassinare.

## Ducato e regno d'Aquitania sotto i Carolingi
Dopo la morte di Waifer il figlio Hunaldo II gli succedette come duca d'Aquitania e continuò la politica paterna di opposizione al re dei Franchi, Pipino, ma venne affrontato e sconfitto da Carlo Magno e Carlomanno, figli di Pipino il Breve, che si impadronirono del ducato e si proclamarono re rispettivamente dell'Aquitania orientale e occidentale. Hunaldo si rifugiò in Guascogna presso il nonno materno Lupo II, che l'anno successivo (769) fu tuttavia costretto a consegnare il nipote e la sua sposa a Carlo Magno, facendogli atto di sottomissione e ottenendo in cambio la conferma del titolo di duca di Guascogna, il sud dell'Aquitania e parte della Settimania, con il titolo di conte di Tolosa, fu concessa a Torsone, cugino di Hunaldo II, di cui non si hanno notizie certe sulla sua morte e che comunque non lasciò eredi, mentre il resto dell'Aquitania era stato incorporato nel regno dei Franchi.

L'Aquitania sotto Carlo Magno

Dopo la morte di Carlomanno, tutto il regno dei franchi fu governato da Carlo Magno che, nel 781, nominò nuovamente un re d'Aquitania nella persona del figlio, Ludovico il Pio, che avendo solo tre anni ebbe come tutori, con il titolo di duchi d'Aquitania, prima Torsone di Tolosa (nel 788, catturato da Adelrico di Guascogna e destituito) e poi il nuovo conte di Tolosa e duca d'Aquitania, Guglielmo di Gellone, che dovette combattere sia i Baschi che i Mori.
Nel 793 l'emiro di Cordova, Hisham I, figlio e successore del primo emiro omayyade Abd al-Rahman I, proclamò la guerra santa contro i Cristiani del nord; radunò due grandi eserciti che attaccarono contemporaneamente sia le Asturie sia l'Aquitania, dove Guglielmo, nelle vicinanze di Narbona, fu battuto, ma la sua strenua resistenza attenuò la spinta dei Mori. Guglielmo passò all'offensiva e nell'801 partecipò alla conquista di Barcellona, assieme ad Ademaro di Narbona e divenne marchese della Marca di Spagna. Narbona fu liberata dai Mori nell'803.
Nell'814 Pipino I ricevette dal padre, Ludovico il Pio, divenuto imperatore, il regno d'Aquitania da governare e nell'817 ricevette il titolo di re d'Aquitania; chiese al duca di Guascogna Garcia, e poi, alla sua morte nell'818, al suo successore, Lupo III, di riconoscere l'autorità regale dell'Aquitania sulla Guascogna. Al suo rifiuto, nell'819 attaccò la Guascogna, lo sconfisse e lo depose, dando la Guascogna in amministrazione ad uno dei suoi consiglieri, il conte di Tolosa, Berengario il Saggio.
Nell'830, Pipino I si ribellò al padre imperatore, assieme ai fratelli Lotario I e Ludovico II il Germanico e raccolse un esercito di Guasconi e Neustriani e marciò su Parigi. Si scontrò con il padre a Compiègne, lo sconfisse e lo catturò, ma la ribellione fallì per il disaccordo tra i tre fratelli.
Pipino I riprese la ribellione nell'832, presto seguito dal fratello Ludovico, che sollevò la Baviera. Il padre, l'imperatore, Ludovico il Pio, allora avanzò in Aquitania, ma, Pipino I, ripresa l'iniziativa, occupò alcune terre imperiali tra cui Limoges. L'anno seguente Lotario si unì ai fratelli e, nell'833, con l'assistenza dell'arcivescovo di Reims, Ebbo, deposero il padre e, dividendosi i domini dell'impero proclamarono imperatore Lotario. Subito dopo però si manifestarono dissapori tra i fratelli e, nell'834, Ludovico il Pio fu reintegrato sul trono imperiale e Pipino ritornò ad essere solo re d'Aquitania e, alla sua morte, il 13 novembre 838, Ludovico il Pio assegnò il regno d'Aquitania a Carlo il Calvo, figlio della sua seconda moglie, Giuditta di Baviera.
I nobili di Aquitania che volevano mantenere l'indipendenza del regno, però elessero re il figlio di Pipino I, Pipino II. Ma, nell'839, l'imperatore, Ludovico il Pio, diseredò Pipino II e chiese agli Aquitani di inviarlo ad Aquisgrana, presso la corte imperiale; ma gli Aquitani rifiutarono, così Pipino mantenne il controllo dell'Aquitania, mentre Carlo continuò ad essere solo il re nominale.
Nell'841 Pipino si schierò con il nuovo imperatore, lo zio, Lotario I contro gli altri due zii Ludovico II il Germanico e Carlo il Calvo. Lo scontro avvenne a Fontaney, dove le truppe di Ludovico II ebbero la meglio sull'esercito imperiale, e nonostante che i Guasconi, condotti dal duca, Sancho II, avessero battuto il contingente di Carlo il Calvo. Pipino II dovette ritirarsi in Aquitania e continuare la lotta contro lo zio Carlo il Calvo, che attaccò l'Aquitania e depose il conte di Tolosa, Bernardo di Settimania, che passò dalla parte di Pipino II.
Però dopo la pace (trattato di Verdun 843), che assegnava l'Aquitania, Tolosa e la Settimania al re dei Franchi Occidentali, Carlo il Calvo, quest'ultimo attaccò (844) la contea di Tolosa e fu posto l'assedio alla città di Tolosa, durante il quale Bernardo di Settimania fu catturato. Nello stesso anno Pipino II si era alleato con i Normanni, che, guidati da Jarl Oscar, arrivarono a Tolosa, la saccheggiarono ma non riuscirono a liberare Bernardo che fu condannato alla decapitazione, per tradimento e fu giustiziato dagli uomini di Carlo il Calvo.
Nell'845 Pipino II convinse il conte di Bordeaux Simone II a cambiare di campo, nominandolo duca di Guascogna, in contrapposizione al conte della Guascogna Citeriore Sancho II, che ora era fedele a Carlo il Calvo. Simone nel tentativo di rientrare a Bordeaux venne catturato e giustiziato dai fedeli di Carlo.
Nell'847 Bordeaux venne riconquistata dalle truppe di Pipino II e fu affidata a Jarl Oscar; la consegna della più grande città dell'Aquitania nelle mani di un pirata avventuriero gli alienò le simpatie degli Aquitani che lo appoggiavano e nel giro di un anno tutta la nobiltà lo abbandonò e, nell'848 i nobili aquitani appoggiarono l'elezione di Carlo il Calvo a re di Francia e di Aquitania. Pipino II con i suoi alleati Normanni riuscirono a rientrare in Bordeaux, che era stata perduta ed a liberare il suo alleato, conte di Tolosa Guglielmo di Settimania, che era spodestato della contea di Tolosa, che, nell'849 Carlo il Calvo assegnò a Fredelone di Rouergue, mentre Guglielmo conquistava Barcellona e Pipino II portava la guerra in Settimania.
Ma dopo la sconfitta e l'esecuzione di Guglielmo a Barcellona, Pipino II, tra l'851 e l'852 si rifugiò in Guascogna, dove venne fatto prigioniero e poi consegnato a Carlo il Calvo da Sancho II di Guascogna, che così riottenne il titolo di duca di Guascognalo anziché conte di Guascogna Citeriore.
Dopo che Carlo il Calvo, nell'852, rinchiuse Pipino II di Aquitania in un monastero, i nobili aquitani, che non gradivano come re Carlo il Calvo, nell'853, inviarono messaggeri a Ludovico II il Germanico, per offrirgli la corona d'Aquitania, minacciando che se avesse rifiutato si sarebbero rivolti ai Vichinghi o ai Saraceni. Ludovico il Germanico designò, come re d'Aquitania, il figlio, Ludovico il Giovane, che attaccò Carlo il Calvo e, nell'855, arrivò sino a Limoges. Lo spodestato re d'Aquitania, Pipino II di Aquitania ne approfittò per lasciare il monastero in cui era stato rinchiuso e raccogliere intorno a lui molti nobili che abbandonarono Ludovico il Giovane, che rientrò in Baviera.
Nello stesso periodo, Carlo il Calvo, entrato in possesso della corona d'Aquitania, nominò duca d'Aquitania, Ranulfo I di Poitiers in sua rappresentanza e continuò, anche dopo aver fatto incoronare, nell'855, re d'Aquitania, a Limoges, suo figlio, Carlo III il Bambino. Ma i nobili Aquitani rifiutarono come re un bambino e continuarono ad appoggiare Pipino II, che ne approfittò per attaccare ancora una volta Carlo il Calvo e suo figlio Carlo il Bambino, riuscendo a tenerlo impegnato, mentre i Normanni che si erano stabiliti nella valle della Loira devastavano Poitiers, Angoulême, Périgueux, Limoges, Clermont e Bourges; Pipino II recuperò alcuni territori, ma senza più riuscire ad avere il controllo dell'intera Aquitania (Carlo III, il re ufficiale, controllava il nord dell'Aquitania mentre Pipino II controllava il sud), e, nell'864, tentando un attacco a Tolosa, fu catturato ed imprigionato a Senlis, dove morì.
Dopo che Pipino II era stato imprigionato scemarono anche le incursioni dei suoi alleati, Normanni, che in pochi anni lasciarono l'Aquitania per altre destinazioni (Bacino della Senna e Inghilterra, soprattutto).
I tre re che seguirono Carlo il Bambino, Luigi il Balbo, Carlomanno II e Carlo il Grosso, non ebbero molto tempo per occuparsi dell'Aquitania, e quando Carlo il Grosso fu esautorato e deposto, Ranulfo II di Poitiers fu nominato duca di Aquitania dai grandi di Aquitania nell'assemblea di Bourges.

## Indipendenza del ducato di Aquitania

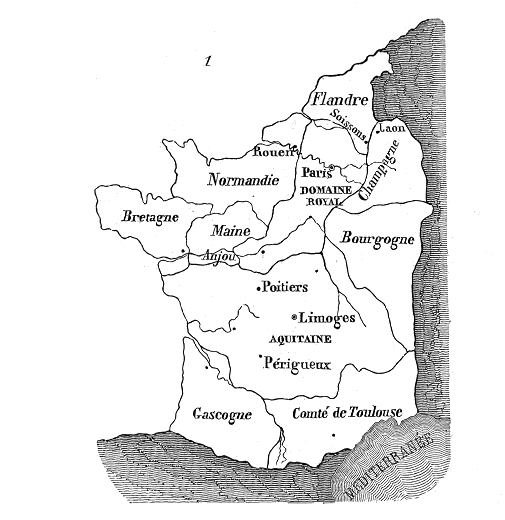
La Francia del X secolo

Nell'888, quando Carlo il Grosso morì, Ranulfo II si autoproclamò re d'Aquitania (il titolo alla sua morte fu abbandonato) e prese sotto la sua protezione il giovane Carlo il Semplice, terzo figlio di Luigi il Balbo e legittimo erede al trono e riuscì a tener testa, nell'889, ad una campagna militare del re di Francia Oddone, che lui d'altronde non riconobbe. Morì, molto probabilmente avvelenato, nell'890, e gli succedette il figlio illegittimo Ebalus il Bastardo in Aquitania e l'altro figlio Ranulfo III nella contea di Poitiers.
Nell'892 Aymar di Poitiers con l'appoggio del re di Francia Oddone I conquistò Poitiers ricevendone il titolo di conte dal re di Francia ed entrò in Aquitania. Rainulfo III con Ebalus si rifugiarono in Alvernia presso il conte Guglielmo il Pio, che ne approfittò per conquistare, nell'893, l'Aquitania, eccetto la contea di Poitiers, che Ebalus, nel 902, con un esercito, messogli a disposizione da Guglielmo il Pio, riconquistò e il nuovo re di Francia, Carlo il Semplice (con cui Ebalus era cresciuto, alla corte di Ranulfo II), gli concedette il titolo di conte di Poitiers, essendo morto il fratellastro, Ranulfo III.
Dopo la morte (918) di Guglielmo il Pio, nel ducato di Aquitania gli succedettero i nipoti Guglielmo il Giovane e Alfredo, che nominò suo erede il conte di Poitiers, Ebalus, che, nel 927, gli succedette nei titoli di duca d'Aquitania, conte d'Alvernia e conte del Berry. Durante il periodo di governo di Guglielmo il Pio, e dei suoi due nipoti, Guglielmo il Giovane e Alfredo, si ebbero diverse incursioni di Vichinghi, di stanza nel bacino della Senna e poi anche stanziatisi in prossimità della foce della Loira, che portarono saccheggio e distruzione in tutta l'Aquitania, specialmente nelle zone limitrofe alla valle della Loira.
Nel 929, il re di Francia, Rodolfo, volendo ridurre la potenza di Ebalus, dapprima gli tolse la contea del Berry e poi nel 932 trasferì i titoli di duca d'Aquitania e conte d'Alvernia al conte di Tolosa Raimondo Ponzio, lasciando la contea di Poitiers, alla morte di Ebalus (935), al figlio Guglielmo Testa di Stoppa, che poi alla morte di Raimondo Ponzio, entrò in possesso il titolo di conte d'Alvernia, mentre la cancelleria reale non gli concesse quello di duca d'Aquitania, perché fu concesso al duca di Parigi, Ugo il Grande che con l'appoggio di Luigi d'Oltremare, tentò di occupare l'Aquitania, ma fu sconfitto da Guglielmo. Il nuovo re di Francia, Lotario, nel 955 appoggiò Ugo nell'assedio di Poitiers, che però resistette.
Nel 956, alla morte di Ugo il Grande, il figlio, Ugo Capeto ottenne il titolo di duca d'Aquitania, ma non fece nulla per conquistarla, per cui l'Aquitania rimase in possesso di Guglielmo, che riavvicinatosi a Lotario, ottenne la carica di abate di Saint-Hilaire-le-Grand, che sarà unita in perpetuo a quella di conte di Poitiers e finalmente, nel 959 gli fu concesso il titolo di conte del ducato d'Aquitania, e poi, tra il 962 ed il 963, sembra, gli fosse riconosciuto il titolo di duca d'Aquitania.
Nel 963, il figlio, Guglielmo IV Braccio di Ferro, gli subentrò nei titoli di duca d'Aquitania e conte di Poitiers, mentre la contea di Alvernia veniva concessa come viscontea a Roberto II di Clermont. Guglielmo IV Braccio di Ferro, dopo essersi scontrato con il conte Goffredo I d'Angiò (?-887), a cui strappò la città di Loudun, nel 988, non riconobbe l'elezione a re di Francia del cognato Ugo Capeto, il quale, ricordando che il suo predecessore, il re Lotario gli aveva assegnato il ducato d'Aquitania (a cui rinunciò dopo un accordo con Guglielmo Testa di Stoppa), ora la pretese da Guglielmo. Avendo ricevuto un rifiuto attaccò l'Aquitania, ma l'esercito reale venne sconfitto nella valle della Loira. Anzi accolse nel suo palazzo di Poitiers, il giovane Luigi (980-circa 1010), carolingio, figlio del pretendente al trono di Francia Carlo di Lorena (953-993), imprigionato a Parigi da Ugo Capeto, trattandolo con il rispetto dovuto al pretendente al trono.
Il successore, Guglielmo il Grande si riconobbe vassallo del re di Francia Roberto II per farsi aiutare contro il conte Bosone II de la Marche; ma la loro spedizione risultò un fallimento; venne anche sconfitto dal conte d'Angiò Folco III d'Angiò (972-1040), a cui dovette cedere un vasto territorio che includeva le città di Loudun e Mirebeau; nel 1006 subì una pesante sconfitta da parte dei Normanni. Infine dovette cedere al suo vassallo, il conte d'Angoulême, Guglielmo III Tagliaferro, i territori dei comuni di Confolens, Ruffec e Chabanais. Nel 1020 riuscì a far applicare "la pace di Dio" (iniziativa partita per il volere della Chiesa), che prevedeva di risolvere i problemi tra vassalli con consigli e aiuto reciproco, in Aquitania.
Nel 1030 gli succedette il figlio di primo letto Guglielmo VI il Grosso, mentre nel 1032, il figlio di secondo letto, Oddone II, succedette allo zio Sancho VI, come duca di Guascogna. Nel 1033 Guglielmo VI il Grosso fu fatto prigioniero dal suo patrigno, conte d'Angiò, Goffredo II Martello I (1006-1067), in una battaglia nei pressi di Moncontour; fu liberato solo tre anni dopo dietro al pagamento di un riscatto (la cessione delle città di Saintes e Bordeaux). Appena libero riprese la guerra, ma, battuto, dovette cedere anche l'isola d'Oléron.
Guglielmo VI morì senza eredi, nel 1038, lasciando i suoi titoli al fratellastro Oddone o Eudes, figlio di secondo letto di suo padre e di Brisca (o Priscilla) di Guascogna, figlia del duca Guglielmo I di Guascogna. Ma la matrigna, terza moglie di suo padre, Guglielmo V, Agnese di Borgogna ed il proprio figlio, Guglielmo gli contesero l'eredità e lo sconfissero e uccisero nel 1039 nella battaglia di Mauzé; come duca di Aquitania gli succedette quindi Guglielmo con il nome di Guglielmo VII, e Guglielmo V, conte di Poitiers, mentre come duca di Guascogna e conte di Bordeaux gli subentrò il figlio della sorella Adelaide di Aquitania, Bernardo II (detto Bernard II Tumapaler).
Guglielmo VII morì, di dissenteria, nel 1058, all'assedio di Saumur, dove aveva costretto il patrigno, Goffredo Martello, con cui era in guerra per una questione territoriale; nei titoli gli subentrò il fratello, Guido Goffredo di Poitiers, che era divenuto duca di Guascogna, dopo aver sconfitto, presso il fiume Ardour, il duca Bernard II Tumapaler.

## Riunione al ducato di Guascogna
Nel 1058, quindi Guido Goffredo di Poitiers ereditò anche i titoli di duca di Aquitania e di conte del Poitou, prendendo il nome di Guglielmo VIII di Aquitania; da questo momento i due ducati, d'Aquitania e di Guascogna, nuovamente riuniti, seguirono la stessa sorte.
Nel 1060 il conte di Tolosa Guglielmo IV attaccò Bordeaux; per rappresaglia il duca d'Aquitania assalì ed occupò Tolosa. Nello stesso periodo, Guglielmo VIII entrò in conflitto con il conte d'Angiò, di Tours e del Maine Goffredo III d'Angiò (1040-1096), nipote e successore di suo patrigno Goffredo II Martello I, e dopo aver subito, nel 1061, una sconfitta alle sorgenti del fiume Boutonne, nel 1062, occupò Saintes ottenendo il controllo della regione della Saintonge, che gli permise di ripristinare il collegamento tra Bordeaux e Poitiers sulla vecchia strada romana.
Guglielmo VIII sconfisse il conte d'Armagnac, nel 1063 e riportò l'autorità ducale su tutta la Guascogna. Sempre nello stesso anno papa Alessandro II indisse la crociata per la liberazione della città spagnola di Barbastro. Guido Goffredo fu con il re Ramiro I di Aragona tra i comandanti dell'assedio della città, nel corso del 1064, che portò alla sua conquista e alla carneficina della popolazione Mora, ed un discreto bottino ai vincitori.
La politica del ducato, seguendo in questo i suoi predecessori, fu fortemente attratta dagli avvenimenti spagnoli e soprattutto dalla "Reconquista".

L'Aquitania (rosa) nella Francia del 1154

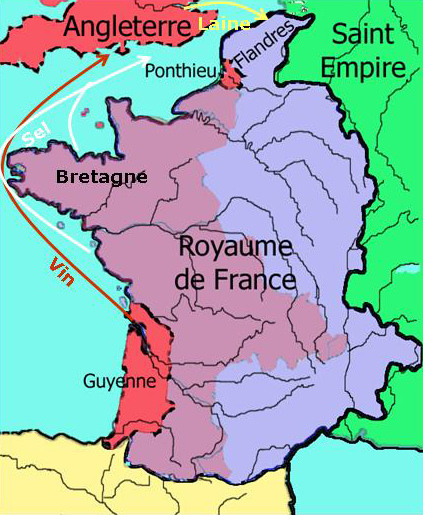
La Francia nel 1330 (all'inizio della guerra dei cent'anni)
In rosso i territori inglesi, in lilla e viola i territori dipendenti dal Regno di Francia nel 1330
(in viola i possedimenti dei Plantageneti nel 1180 che sono passati sotto il controllo della famiglia reale di Francia a partire dal 1200)

A Guglielmo VIII seguì il figlio, Guglielmo IX di Aquitania che, nel 1097, approfittando che il conte di Tolosa, Raimondo di Saint Gilles, era partito per la prima crociata, rivendicando i diritti della sua seconda moglie, Filippa, nei confronti dello zio, Raimondo, nonostante i possedimenti dei crociati fossero sotto la tutela della Chiesa e considerati sacri, invase e occupò, per la prima volta, la contea di Tolosa.
Sembra che nello stesso anno, Guglielmo II d'Inghilterra (Guglielmo il Rosso), aveva occupato il Vexin, territorio di pertinenza del re di Francia, Filippo I. Guglielmo IX, si unì a Guglielmo il Rosso con un'alleanza e, convinti molti baroni del Vexin a seguirli in una coalizione contro il re di Francia, si diressero verso Parigi, che, difesa dai baroni rimasti fedeli al re di Francia, fu raggiunta e assediata diverse volte, ma non cadde e, nel 1099, si ritirarono dall'impresa.
Nel 1099, dopo la caduta di Gerusalemme, il 15 luglio, decise di partire per la Terra santa. In cambio del finanziamento della spedizione restituì la contea di Tolosa al cugino, il reggente Bertrando, ed il 6 dicembre partì per la Palestina.
L'armata della contea d'Aquitania si trovò a combattere soprattutto in Anatolia e, il 5 settembre 1101, fu duramente sconfitta e decimata da un esercito di Selgiuchidi sui monti Tauri. Continuò a combattere sempre in Anatolia, sino a che fu nuovamente sconfitta. E, nel 1102, il duca, con il suo esercitò, fece ritorno in Aquitania.
Nel 1112, alla morte del conte di Tolosa e conte di Tripoli, Bertrando, Guglielmo IX organizzò una spedizione per occupare nuovamente la contea di Tolosa, e spodestò il conte Alfonso Giordano. Per finanziare l'impresa tolosana, aveva dovuto spogliato diverse comunità ecclesiastiche, per cui, tra il 1113 ed il 1114, venne scomunicato per la prima volta.
Nel 1120, comunque la ribellione dei Tolosani prese vigore e Guglielmo IX fu sconfitto dai ribelli all'assedio d'Orange. Poi, nel 1121, la perdita della contea di Tolosa fu definitiva e Alfonso Giordano, il legittimo erede, rientrò in possesso della contea di Tolosa.
Nello stesso anno (1120), Guglielmo IX, con le sue truppe aquitane, raggiunse il re d'Aragona, Alfonso I e partecipò alla vittoriosa battaglia di Cutanda, Calamocha, provincia di Teruel, contro un esercito di Mori almoravidi, e poi alla conquista di Calatayud; rimase nella penisola iberica sino al 1123, partecipando anche alle campagne di Alfonso I per la conquista del territori di Valencia, dove ottenne alcune vittorie.
Poi, tra il 1126 ed il 1127 divenne duca d'Aquitania il figlio, Guglielmo X che fu un letterato ma, nello stesso tempo, un uomo d'armi che fu coinvolto in numerosi scontri militari locali, in particolare contro il regno di Francia e dovette inoltre soffocare, con la violenza, alcune rivolte interne al suo ducato, tra cui la ribellione dei Lusignano. Ma dopo che, nel 1135, era diventato re d'Inghilterra e duca di Normandia, Stefano di Blois Guglielmo X si alleò con il conte d'Angiò, Goffredo il Bello, che reclamava il ducato di Normandia, in nome della moglie, Matilde di Normandia, e combatté nel ducato di Normandia.
Nello Scisma del 1130 il duca d'Aquitania appoggiò l'antipapa Anacleto II in opposizione a papa Innocenzo II e al suo proprio vescovo. Nel 1134, Guglielmo X fu persuaso da Bernardo di Chiaravalle ad accettare la legittimità della chiesa, abbandonando Anacleto ed appoggiando Innocenzo.
Nel 1137, divenne duchessa d'Aquitania e di Guascogna e contessa di Poitiers, la figlia di Guglielmo X, Eleonora, che, in quello stesso anno, sposò il re di Francia, Luigi VII.

L'Aquitania durante la Guerra dei cent'anni, nel 1422

Da quel momento sino al divorzio, concesso il 21 marzo 1152, l'Aquitania, pur con amministrazione separata fece parte del regno di Francia.
In seguito, il 18 maggio 1152, nel giorno di Pentecoste, Eleonora sposò Enrico, conte d'Angiò e duca di Normandia, di undici anni più giovane, che, il 19 dicembre 1154, fu incoronato re d'Inglilterra, con il nome di Enrico II, per cui l'Aquitania con la Guascogna divennero un feudo inglese in terra francese. Dal punto di vista del feudalesimo la situazione era piuttosto ambigua: il re inglese era infatti vassallo di quello francese al di qua della Manica, mentre al di là era suo parigrado. Con il consolidamento della monarchia francese verso uno stato assoluto la situazione divenne intollerabile e portò alla Guerra dei cent'anni, al termine della quale il ducato tornò ai francesi (tra il 1451 ed il 1453).
Durante la guerra l'Aquitania rimase divisa in due parti: una piccola parte sud-occidentale del ducato a nord della città di Bordeaux, che faceva parte della Guienna fu unita al regno d'Inghilterra mentre il resto del ducato era invece dalla parte del re di Francia.
Dopo la metà del XV secolo il ducato d'Aquitania, insieme alla Guascogna fu definitivamente e completamente unito al regno di Francia.